# 愛知大学大学院法務研究科
愛知大学大学院法務研究科（あいちだいがだいがくいん ほうむけんきゅうか、英語：Aichi Law School）は、愛知大学車道校舎に所在する専門職大学院（法科大学院）である。2004年に設置。通称は、愛知大学法科大学院。

## 概観
入学定員20名、収容定員60名。得られる学位は法務博士（専門職）。
2004年、日本における法科大学院制度の発足と同時に開設。「地域社会で貢献できる未来志向の法曹」を養成することを理念として掲げ、2009年には中部地方で初めて学内に法律事務所を設置した。車道校舎（名古屋市東区）に所在しており、同校舎はかつては法学部の学部生や会計大学院など他の大学院の院生も通学していたものの、移転・廃止により、現在では事実上法科大学院専用のキャンパスとなっている。

## 沿革
- 2004年4月 - 開設
- 2008年3月 - 日弁連法務研究財団による認証評価で「不適合」と認定[1]
- 2009年10月 - 車道校舎内に「愛知リーガルクリニック法律事務所」を設置
- 2013年3月 - 大学評価・学位授与機構（現：大学改革支援・学位授与機構）による認証評価で「適合」と認定
- 2018年3月 - 大学改革支援・学位授与機構による認証評価で「適合」と認定
- 2023年3月 - 大学改革支援・学位授与機構による認証評価で「適合」と認定

## 教育および研究

### 組織
- 法務専攻（専門職学位課程）
  - 法学既修者コース
  - 法学未修者コース

### 教員組織
専任教員は、研究者のほか弁護士などの実務家教員によって構成されている。愛知大学は「法科大学院への裁判官及び検察官その他の一般職の国家公務員の派遣に関する法律」（平成15年法律第40号）に基づきおこなわれている検察官派遣の対象校となっており、実務家教員の中には、検察官の身分のまま教員としても在籍している者もいる。「徹底した小人数教育」を謳っており（専任教員一人当たり学生数は5-6人）、これは、発足時にイェール大学のロースクールを参考としたもの。
「教育支援スタッフ」として、愛知大学法学部等からの兼担教員をはじめ、裁判官・弁護士の兼任教員といった非常勤講師だけでなく、若手弁護士を採用した「教育補助講師（チューター）」の制度もあり、補講や学習支援を担当している。

### 歴代研究科長
| 代 | 在任期間               | 氏名     | 専門分野       | 備考                     |
| -- | ---------------------- | -------- | -------------- | ------------------------ |
| 1  | 2004年4月 - 2007年3月  | 新堂幸司 | 民事訴訟法     | 弁護士、東京大学名誉教授 |
| 2  | 2007年4月 - 2009年3月  | 加藤克佳 | 刑事訴訟法     | 弁護士、法学部教授併任   |
| 3  | 2009年4月 - 2011年3月  | 大林文敏 | 憲法           | 法学部教授併任           |
| 4  | 2011年4月 - 2015年3月  | 浅井正   | 特許法、中国法 | 弁護士、弁理士           |
| 5  | 2015年4月 - 2021年３月 | 伊藤博文 | 法情報学       |                          |
| 6  | 2021年4月 - 現職       | 上田純子 | 商法           |                          |

## 施設

### 車道校舎
- 所在地：名古屋市東区筒井2丁目10-31

詳細は愛知大学#車道キャンパスを参照

### 法科大学院図書室
車道校舎5階。法科大学院専用の図書室として、24時間利用できる専用キャレルデスクも設置されている。

## 対外関係

### 大学間協定
詳細は愛知大学#海外校との協定を参照

### 部局間協定
法科大学院との協定に限る。
- アメリカ合衆国

ハワイ大学マノア校ロー・スクール
ウィスコンシン大学マディソン校ロー・スクール
ミッチェルハムリン・ロー・スクール

## 司法試験
現行制度における司法試験の合格者数と合格率を示す。なお、2006年および2009年は法科大学院別の司法試験合格率で私立大学の中で全国首位となり、2020年および2021年では国公私立大学すべて合わせて2年連続全国首位となった。
| 年度 | 受験者 | 合格者 | 合格率 | 全国平均合格率 |
| ---- | ------ | ------ | ------ | -------------- |
| 2006 | 18人   | 13人   | 72.2%  | 48.3%          |
| 2007 | 27人   | 7人    | 25.9%  | 40.2%          |
| 2008 | 35人   | 16人   | 45.7%  | 33.0%          |
| 2009 | 41人   | 20人   | 48.8%  | 27.6%          |
| 2010 | 44人   | 14人   | 31.8%  | 25.4%          |
| 2011 | 36人   | 8人    | 22.2%  | 23.5%          |
| 2012 | 37人   | 14人   | 37.8%  | 24.6%          |
| 2013 | 28人   | 12人   | 42.9%  | 25.8%          |
| 2014 | 27人   | 7人    | 25.9%  | 22.6%          |
| 2015 | 22人   | 8人    | 36.3%  | 23.1%          |
| 2016 | 15人   | 4人    | 26.7%  | 22.9%          |
| 2017 | 13人   | 4人    | 30.8%  | 25.9%          |
| 2018 | 13人   | 3人    | 23.1%  | 24.8%          |
| 2019 | 10人   | 2人    | 20.0%  | 33.6%          |
| 2020 | 9人    | 7人    | 77.8%  | 39.2%          |
| 2021 | 3人    | 2人    | 66.7%  | 41.5%          |
| 2022 | 4人    | 2人    | 50.0%  | 45.5%          |